# Clément Manuel
Clément Manuel est un acteur français, né le 14 mars 1982 à La Ciotat en région Provence-Alpes-Côte d'Azur.

## Biographie

### Jeunesse et formation
Baccalauréat en poche, Clément Manuel quitte Lyon où il a grandi, pour Bruxelles. Trois ans plus tard, en 2004, il sort du Conservatoire Royal d’Art Dramatique de Bruxelles avec le premier prix d'interprétation. Il participe au théâtre, jonglant entre tous les répertoires, mais aussi aux nombreux courts-métrages, à des publicités et à la télévision.

### Carrière
Clément Manuel tient le rôle du séminariste Guillaume Morvan pour la série télévisée Ainsi soient-ils, diffusée sur Arte.
En 2015, les productions belges Playtime Film et Entre Chien et Loup, l'engagent, à endosser le costume du moine pour la série télévisée intitulée Ennemi public dont le tournage a lieu en Région wallonne. 
Interrogé dans une interview pour Ciné Télé Revue en mai 2016, il déclare : « J'ai craqué sur le scénario. J'ai lu les quatre premiers épisodes en deux jours. C'était hallucinant ! […] ce rôle était tellement intense et chargé ! […] J'ai écrit un long e-mail à la productrice. Je me suis débrouillé pour avoir le numéro de téléphone des deux réalisateurs. Il faut savoir que j'ai passé deux auditions, une en décembre 2014 et une autre en avril 2015. Plus de nouvelles. J'ai insisté. C'est là qu'on m'a demandé d'effectuer un nouvel essai, et il fut concluant ».

## Filmographie

### Cinéma

#### Longs métrages
- 2003 : Taxi 3 de Luc Besson : chauffeur de police
- 2008 : Sens interdits de Sumeya Kokten : Giuseppe
- 2011 : La Chance de ma vie de Nicolas Cuche : l'un des moines
- 2012 : Sur la piste du Marsupilami d’Alain Chabat : l'assistant de Clarisse
- 2016 : Faut pas lui dire de Solange Cicurel : Stéphane
- 2017 : Comment j'ai rencontré mon père de Maxime Motte : le responsable d'accrobranche
- 2020 : Losers Revolution
- 2023 : Nouveau départ de Philippe Lefebvre : médecin hôpital

#### Courts-métrages
- 2009 : Les Couillons d’Édouard Mahieu : Gaëtan
- 2012 : Where My Heart Is de Noureddine Zerrad : Xavier
- 2017 : Un nouveau départ de Michael Zazoun : Fabien

### Télévision

#### Téléfilms
- 2008 : Facteur chance de Julien Seri : le chef pompier
- 2008 : Fausses Innocences d'André Chandelle : le jeune policier
- 2008 : Les Poissons marteaux d'André Chandelle : le vigile
- 2009 : Otages de Didier Albert : Régis Malevoy
- 2009 : Tombé sur la tête de Didier Albert : le photographe
- 2014 : La Guerre des ondes de Laurent Jaoui : Pierre Bourdan
- 2018 : Jacqueline Sauvage : C'était lui ou moi d'Yves Rénier : Pascal Marot
- 2018 : Le Jour où j'ai brûlé mon cœur de Christophe Lamotte : Laurent Destin
- 2022 : Elle m'a sauvée de Ionut Teianu
- 2024 : collection Meurtres à... : Meurtres à Château-Thierry de Delphine Lemoine : Thibault Menard

#### Séries télévisées
- 2007 : Melting Pot Café : le réalisateur
- 2007 : Septième Ciel Belgique : un policier
- 2009-2012 : À tort ou à raison : Luc (3 épisodes)
- 2012-2016 : Falco : Romain Chevalier (30 épisodes)
- 2012-2015 : Ainsi soient-ils de Rodolphe Tissot : Guillaume Morvan (24 épisodes)
- 2014 : Esprits de famille : Antoine (5 épisodes)
- 2016 : Ennemi Public : Lucas Stassart (10 épisodes)
- 2017 : Le Tueur du lac de Jérôme Cornuau : William
- 2021 : Braqueurs : Antoine
- 2021 : Léo Mattéï, Brigade des mineurs : Philippe
- 2022 : Enquête à cœur ouvert de Frank Van Passel : Niels

### Webséries
- 2010 : Backstage Back Door : Jonathan Larhette
- 2015 : Le Centre : Olivier

## Théâtre
- 2012 : Squash d'Andrew Payne, mise en scène de Clément Manuel et Tania Garbarski, Bruxelles, Festival Off Avignon... : Greg
- 2011 : Arnaque, cocaïne & bricolage de Mohamed Rouabhi, mise en scène d’Olivier Massart, Théâtre de la Toison d’Or, Ixelles : Tony
- 2011 : Les Misérables d’après Victor Hugo, mise en scène de Stephen Shank, spectacle en plein air : Marius
- 2010-2011 : Squash d’Andrew Payne, mise en scène de Clément Manuel, L'Arrière-Scène, Bruxelles ; Festival Off d’Avignon au Théâtre des Béliers ; Festival de Spa : Greg
- 2007-2009 : Les Fourberies de Scapin de Molière, mise en scène de Christine Delmotte, Théâtre de la Place des Martyrs, Bruxelles puis tournée en Belgique : Octave
- 2007-2008 : Le Roi du macadam de Frédéric Harcq, mise en scène de Frédéric Harcq, L'Arrière-Scène, Bruxelles : Voyou 1
- 2008 : Tripalium de Thibaut Nève, mise en scène de Thibaut Nève, Les Riches-Claires, Bruxelles : Jean
- 2007 : Épiphanie 80 de Jacques De Decker, mise en scène d’Éric Lefèvre, Théâtre de la Valette, Ittre : Philippe
- 2007 : La Cuisine (The Kitchen) d’Arnold Wesker, mise en scène de Daniel Scahaise, Théâtre de la Place des Martyrs, Bruxelles : Hans
- 2007 : Jeux d’adultes dans une chambre d’enfants de Julien Vargas, mise en scène de Julien Vargas et Frédéric Clou, L'Arrière-Scène, Bruxelles : Henri

## Doublage
- depuis 2020 : Mocro Maffia : ? (?) (depuis la saison 2)